# Matata
Matata ist ein osttimoresischer Suco im Verwaltungsamt Railaco (Gemeinde Ermera).

## Geographie
Vor der Gebietsreform 2015 hatte Matata eine Fläche von 8,75 km². Nun sind es 6,75 km². Der Suco liegt im Westen des Verwaltungsamts Railaco. Östlich liegen die Sucos Liho und Tocoluli. Im Süden grenzt Matata an das Verwaltungsamt Ermera mit seinen Sucos Ponilala und Poetete Vila und an das zur Gemeinde Liquiçá gehörende Verwaltungsamt Bazartete mit seinem Suco Leorema. Die Südgrenze zum Verwaltungsamt Ermera bildet der Gleno, ein Nebenfluss des Lóis.
Im Osten von Matata liegen die Dörfer Titibuti (Titi Buti) und Tarmausoru (Taemausouru). Zentral befinden sich die Orte Colaco, Mauane und Gorema.
Im Suco befinden sich die vier Aldeias Colaco, Mauane, Tarmausoru und Titibuti.

## Einwohner

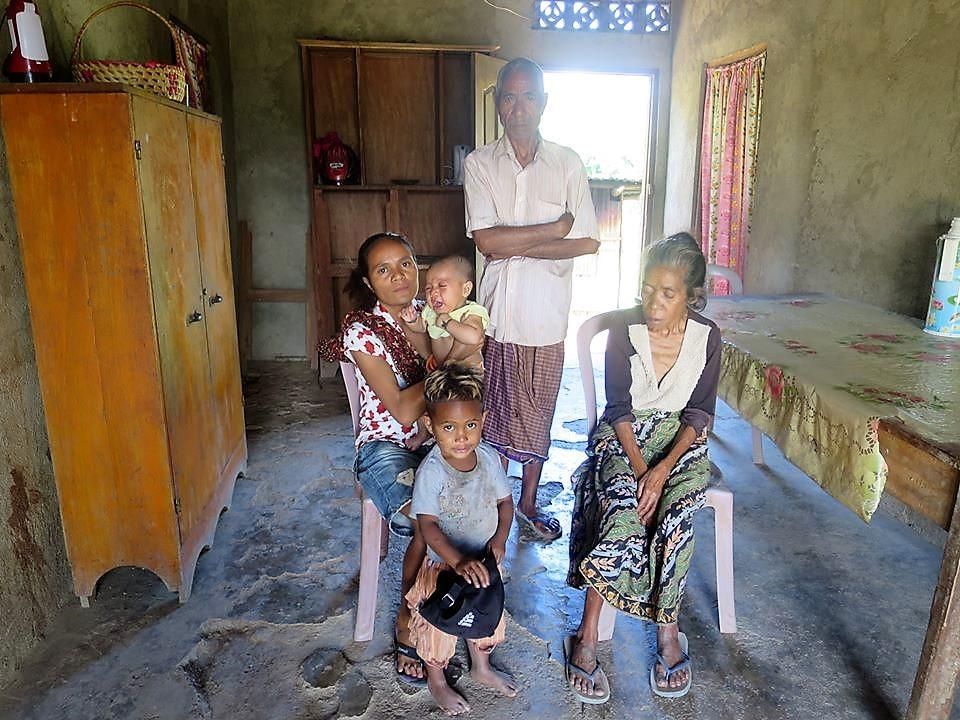
Familie in ihrem Haus in Matata

Im Suco leben 1.733 Einwohner (2022), davon sind 904 Männer und 829 Frauen. Im Suco gibt es 352 Haushalte. Über 50 % der Einwohner geben Tetum Prasa als ihre Muttersprache an. Über 48 % sprechen Mambai und eine kleine Minderheit Kemak.

## Politik
Bei den Wahlen von 2004/2005 wurde Gil Lobato Pereira zum Chefe de Suco gewählt und 2009 in seinem Amt bestätigt. Bei den Wahlen 2016 gewann José da Conceição Trindade.

## Wirtschaft
Die große Mehrheit der Bevölkerung im Suco lebt von der Landwirtschaft. Von über 90 % der Familien werden Maniok, Mais und Kaffee angebaut. Auch Kokosnüsse, Obst und Gemüse wird geerntet. Als Nutztiere werden 1500 Hühner, 300 Schweine, 100 Ziegen, 80 Rinder, 15 Pferde und ein paar Schafe und Wasserbüffel gehalten.